# Tour de France 2010/10. Etappe
Die 10. Etappe der Tour de France 2010 am 14. Juli führte über 179 km von Chambéry nach Gap. Auf dieser Mittelgebirgsetappe gab es zwei Sprintwertungen und drei Bergwertungen, je eine der 1. der 2. und der 3. Kategorie. Nach der Aufgabe von Markus Eibegger am Vortag gingen 181 der 198 gemeldeten Teilnehmer an den Start.

## Rennverlauf
Nach rund fünf Kilometern durch die neutrale Zone wurde um 13:02 Uhr das Rennen freigegeben. Sofort griffen mehrere Fahrer an, unter anderem Tony Martin, Jaroslaw Popowytsch, Matthew Lloyd, Pierrick Fédrigo und Maarten Tjallingii, doch das Feld ließ sie nicht ziehen. Bei einem Sturz kam unter anderem Robert Hunter zu Fall, er konnte aber weiterfahren. Das Team Lampre zog den Sprint zur ersten Sprintwertung an, die schließlich auch der Lampre-Fahrer Alessandro Petacchi gewann, gefolgt von Thor Hushovd und Robbie McEwen. Bei einem weiteren Sturz ging Popowytsch zu Boden. Eine vierköpfige Gruppe um Tony Martin konnte sich kurz absetzen, wurde aber wieder eingefangen.
Schließlich bildete sich erneut eine vierköpfige Gruppe, diesmal bestehend aus Sérgio Paulinho, Mario Aerts, Dries Devenyns und Wassil Kiryjenka, die sich nun absetzen konnte. Die Teams der Favoriten wollten nun das Feld beruhigen und weitere Angriffe verhindern. Dies passte aber den französischen Fahrern, die sich an ihrem Nationalfeiertag in Szene setzen wollten, nicht und so griffen einige an. Maxime Bouet und Pierre Rolland konnten sich so noch absetzen. Nachdem sie einen Rückstand von über eineinhalb Minuten auf die bisherige Spitzengruppe aufgeholt hatten, erreichten sie diese 66 Kilometer nach dem Start, sodass diese nun aus sechs Fahrern bestand. Währenddessen sorgte das Team Saxo Bank im Feld an diesem heißen Tag endgültig für eine Beruhigung.
Der Vorsprung der Ausreißer stieg bei niedrigem Tempo schnell auf über neun Minuten. Die erste Bergwertung am Côte de Laffrey gewann Mario Aerts. Im Feld schlug Jérôme Pineau im Kampf um die letzten zu vergebenden Bergpunkte den bisherigen Träger des Gepunkteten TrikotsAnthony Charteau. Da es die einzige Bergwertung des Tages war, bei der mehr als sechs Fahrer und damit auch welche aus dem Hauptfeld Punkte bekamen, eroberte Pineau sich damit das Gepunktete Trikot mit einem Punkt Vorsprung von Charteau zurück. In der Führungsgruppe gewann Aerts auch die dritte Bergwertung. Der Vorsprung der Gruppe wuchs danach auf über zehn Minuten, den bei dieser Tour de France bisher größten Vorsprung einer Ausreißergruppe. Am Anstieg zum Col du Noyer musste Bouet zeitweise abreißen lassen. Aerts ging wiederum als Erster über den Berg. Im Feld attackierte Christophe Moreau an dieser Bergwertung, obwohl es keine Punkte mehr gab.
In der Spitzengruppe fuhr Kiryjenka als Erster über die letzte Sprintwertung. Es folgte ein nicht kategorisierter Berg, an dessen Anstieg zunächst Bouet abreißen lassen musste. Anschließend gab es in der Spitzengruppe die ersten Angriffe, beginnend mit Aerts, gefolgt von Kiryjenka. Es folgte ein Angriff von Devenyns, ihm folgten Paulinho und Kiryjenka. Diese überholten ihn und setzten sich an die Spitze. Vom Feld setzten sich unterdessen Nicolas Roche und Rémi Pauriol ab. Paulinho und Kiryjenka fuhren bis zum Ziel gemeinsam, wo Paulinho schließlich knapp den Sprint um den Etappensieg für sich entscheiden konnte. Ihnen folgten mit über einer Minute Rückstand Devenyns, Rolland und Aerts. Der geschlagene Bouet kam mit über drei Minuten Rückstand ins Ziel. Roche und Pauriol erreichten das Ziel noch vor dem Feld, das einen Rückstand von über 14 Minuten hatte. Den Sprint des Feldes gewann Mark Cavendish vor Alessandro Petacchi und Thor Hushovd. An der Platzierung in der Sprintwertung änderte sich dadurch nichts.

## Sprintwertungen
- 1. Zwischensprint in La Buissière (Kilometer 19,5) (230 m)

| Erster  | Alessandro Petacchi | 6 Pkt. |
| Zweiter | Thor Hushovd        | 4 Pkt. |
| Dritter | Robbie McEwen       | 2 Pkt. |
- 2. Zwischensprint in La Fare-en Champsaur (Kilometer 158,5) (974 m)

| Erster  | Wassil Kiryjenka | 6 Pkt. |
| Zweiter | Mario Aerts      | 4 Pkt. |
| Dritter | Dries Devenyns   | 2 Pkt. |
- Ziel in Gap (Kilometer 179) (745 m)

| Erster   | Sérgio Paulinho        | 25 Pkt. |
| Zweiter  | Wassil Kiryjenka       | 22 Pkt. |
| Dritter  | Dries Devenyns         | 20 Pkt. |
| Vierter  | Pierre Rolland         | 18 Pkt. |
| Fünfter  | Mario Aerts            | 16 Pkt. |
| Sechster | Maxime Bouet           | 15 Pkt. |
| Siebter  | Nicolas Roche          | 14 Pkt. |
| Achter   | Rémi Pauriol           | 13 Pkt. |
| Neunter  | Mark Cavendish         | 12 Pkt. |
| Zehnter  | Alessandro Petacchi    | 11 Pkt. |
| 11.      | Thor Hushovd           | 10 Pkt. |
| 12.      | Robbie McEwen          | 9 Pkt.  |
| 13.      | Lloyd Mondory          | 8 Pkt.  |
| 14.      | Sébastien Turgot       | 7 Pkt.  |
| 15.      | José Joaquín Rojas Gil | 6 Pkt.  |
| 16.      | Sebastian Lang         | 5 Pkt.  |
| 17.      | Jürgen Roelandts       | 4 Pkt.  |
| 18.      | Kristijan Koren        | 3 Pkt.  |
| 19.      | Damien Monier          | 2 Pkt.  |
| 20.      | Matti Breschel         | 1 Pkt.  |

## Bergwertungen
- Côte de Laffrey, Kategorie 1 (Kilometer 46) (1618 m; 7 km bei 9 %)

| Erster   | Mario Aerts      | 15 Pkt. |
| Zweiter  | Pierre Rolland   | 13 Pkt. |
| Dritter  | Dries Devenyns   | 11 Pkt. |
| Vierter  | Wassil Kiryjenka | 9 Pkt.  |
| Fünfter  | Sérgio Paulinho  | 8 Pkt.  |
| Sechster | Maxime Bouet     | 7 Pkt.  |
| Siebter  | Jérôme Pineau    | 6 Pkt.  |
| Achter   | Anthony Charteau | 5 Pkt.  |
- Côte des Terrasses, Kategorie 3 (Kilometer 84,5; 730 m; 3,3 km bei 7,1 %)

| Erster  | Mario Aerts      | 4 Pkt. |
| Zweiter | Wassil Kiryjenka | 3 Pkt. |
| Dritter | Pierre Rolland   | 2 Pkt. |
| Vierter | Sérgio Paulinho  | 1 Pkt. |
- Col du Noyer, Kategorie 2 (Kilometer 145,5; 1664 m; 7,4 km bei 5,3 %)

| Erster   | Mario Aerts      | 20 Pkt. |
| Zweiter  | Dries Devenyns   | 18 Pkt. |
| Dritter  | Sérgio Paulinho  | 16 Pkt. |
| Vierter  | Wassil Kiryjenka | 14 Pkt. |
| Fünfter  | Pierre Rolland   | 12 Pkt. |
| Sechster | Maxime Bouet     | 10 Pkt. |